# آلفرد ردل
آلفرد ردل (انگلیسی: Alfred Redl; ۱۴ مارس ۱۸۶۴ – ۲۵ مهٔ ۱۹۱۳) فرد نظامی اهل اتریش و مسئول سازمان ضداطلاعات ارتش اتریش-مجارستان بود. وی یکی از شخصیت‌های برجسته در مورد جاسوسی در دوره پیش از جنگ جهانی اول است و در دوره وی از روش‌های رادیکال و خلاقانه و تکنولوژی‌های پیشرفته برای بدام انداختن جاسوسان خارجی استفاده شد.
به خاطر سیستم‌های جدیدی که وی معرفی کرد، فرد پس از آن ماکسیمیلان رونگ دریافت که ردل خودش جاسوس روسیه است که پول فراوانی برای خدماتش به ارتش امپراتوری روسیه می‌گیرد. بعد از لو رفتنش، وی خودکشی کرد.
اگر انگیزه‌های جاسوسی وی ناعملوم است، برخی مورخان اعتقاد دارند که علت این جاسوسی، تهدید و باج‌گیری اطلاعات روسیه از به خاطر داشتن مدارکی مبنی بر همجنس‌گرایی وی بود. دلایل دیگر ممکن است، طمع، مشکل داشتن در کار یا حتی تمایلات نارسیستی باشد.
اگرچه معلوم نیست که جاسوسی وی دقیقاً چقدر موثر بوده‌است، ولی گمان می‌رود وی علت شکست‌های سنگین امپراتوری اتریش-مجارستان در جنگ جهانی اول یا حتی علت فروپاشی این امپراتوری بوده‌است. به همین دلیل وی توسط مورخان دودمان هابسبورگ، و مورخ جاسوسی سیا آلن دالس و سردار اتحاد جماهیر شوروی سوسیالیستی وی را یک «ابرخائن» می‌نامند.